# Franc Artiga
Francesc Artiga Cebrián (* 30. Juli 1976 in Cambrils) ist ein spanischer Fußballtrainer.

## Karriere
Artiga arbeitete zunächst als Jugendtrainer beim CF Reus Deportiu, dann bei Gimnàstic de Tarragona. Zur Saison 2009/10 wurde er Cheftrainer des Viertligisten CF Amposta. Zur Saison 2010/11 wechselte er in die Jugend des FC Barcelona. In dieser arbeitete Artiga knapp elf Jahre lang, ab Oktober 2019 trainierte er mit der U-19 die höchste Altersstufe in La Masia. Im Februar 2021 verließ er Barcelona.
Im März 2021 übernahm er anschließend die U-20-Auswahl der Vereinigten Arabischen Emirate. Im August 2022 verließ er die Emirate wieder. Im Januar 2023 wurde Artiga Trainer der drittklassigen Reserve des russischen Zweitligisten Rodina Moskau. Im Oktober 2023 wurde er zum Cheftrainer der Zweitligaprofis befördert. Unter seiner Führung wurde Rodina Fünfter in der Perwenstwo FNL und verpasste damit die Aufstiegsrelegation nur aufgrund des verlorenen direkten Vergleichs mit Arsenal Tula.
Artiga verließ Rodina daraufhin und übernahm zur Saison 2024/25 Erstliga-Aufsteiger FK Chimki.